# Hamza Namira
Hamza Namira (in arabo :حمزة نمرة) (Abha, 15 novembre 1980) è un cantante, cantautore, compositore, produttore discografico, arrangiatore e polistrumentista egiziano.
Ha pubblicato tre album con l'Awakening Music: Dream With Me, Insan, Esmaani; e uno con la Namira Productions, sua etichetta discografica: Hateer Min Tany. Oltre a cantare, per il quale è soprattutto conosciuto, ha anche composto e arrangiato brani musicali. Alcune sono state opere sue, come i suoi album Esmaani e Insan. Altre, invece, sono state collaborazioni con altri artisti, come la composizione della canzone di Maher Zain Ya Nabi Salam Alayka.

## Carriera

### Inizi
Namira ha iniziato a sviluppare un interesse per la musica quando aveva 17 anni, e ha iniziato ad imparare la chitarra, la tastiera e l'oud. Sviluppò anche interessi per diversi stili musicali: Medio Orientale, musica tradizionale e folk egiziana, light rock, jazz e musica latina. Dal 1999 al 2004, Namira ha suonato in una band guidata dall'artista alessandrino Nabil Bakly e ha poi formato il suo gruppo. Ha composto le sue prime canzoni ed è riuscito a mettere insieme alcuni amici che la pensano come lui e ha fondato la band "Nomaira".
Namira ha detto che la sua principale influenza musicale è Nabil Bakly; un musicista relativamente sconosciuto, al cui gruppo si è unito dal 2000 al 2001. Un commentatore lo ha descritto come il "nuovo Sayed Darwish".

### Successo
Il secondo album di Namira, Insan è stato pubblicato nel luglio 2011. Ciò coincise con la rivoluzione egiziana, che egli dichiarò essere un fattore principale della sua popolarità. Secondo lui, vuole esprimere i veri problemi della sua generazione, che secondo lui le opere mainstream non coprono a causa delle preoccupazioni delle esigenze del mercato musicale e della pressione delle case di produzione.
Quando il primo ministro britannico David Cameron si è recato in Egitto il 21 febbraio 2011 (solo dieci giorni dopo che il presidente Hosni Mubarak ha lasciato l'incarico), Namira faceva parte di un gruppo selezionato di persone invitate a incontrarlo e a partecipare a una discussione di un'ora sul futuro dell'Egitto.

### Remix
Nel 2016, Namira ha lanciato la sua serie televisiva Remix (in arabo: ريمكس) sul canale televisivo Al Araby.

## Discografia

### Album[6][7]
| Anno | Titolo          | Tracce |
| ---- | --------------- | --- |
| 2008 | Ehlam Maaya     | 1. Morgiha - Swing 2. Ehlam Ma'aya - Dream With Me 3. Konna Wehna Soghar - When We Were Young 4. Fattah Shababik 'Eineek - Open Your Eyes 5. Shedd El Hizam - Tighten Up Your Belt 6. Ya Tair - O' Bird 7. Wana Fi Tareeqy - While I Was Running 8. Al Taghreeb - Alienation 1 9. Ya Rabb - O' Lord 10. Ehlam Ma'aya (Acoustic Version) - Dream With Me |
| 2011 | Insan           | 1. Insan - A Human 2. El-Midan - The Square 3. Hansa - I'll Forget 4. Taghreeba II - Alienation 2 5. Ya Muhawwin - O' Clement 6. Ewidooni - Promise Me 7. Ibn El-Watan - O' Son Of This Country! 8. Balady Ya Balady - Homeland. O' Homeland 9. Ya Hanah! - Oh, How Lucky! 10. Doori - Revolve Around 11. Haser Hesarak - Besiege Your Siege 12. Ala Bab Allah - Standing By Allah's Door 13. Wushoosh - Faces 14. Sout - Voice 15. Hila Hila Ya Matr - Come Down O' Rain! 16. Esmy Masr - My Name's Egypt |
| 2014 | Esmaani         | 1. Esmaani - Listen To Me! 2. Sabah El-Kheer - Good Morning 3. Ya Lala 4. Ay Kalam - Empty Words 5. Dalmet kda leeh - Why It Darkened? 6. El-Atr - The Train 7. Tesmahy- Can You Please 8. Ya Sidi - My Master 9. La Tabki - Don't Cry 10. Kolo Beya'addi - It All Pass 11. Ya Mazloom - O' Oppressed One 12. Ma3a EL-Salama - Farewell |
| 2015 | El Mesaharaty   | 1. Zeina 2. Zahma 3. Ghorba 4. Kora 5. Helal 6. Manish Darwish 7. Wasfa 8. Iblees 9. Nabina 10. Taraweeh 11. El Omm 12. Napoleon 13. Khatma 14. Intizar 15. Istighfar 16. Akher 10 Ayam 17. Daqqet Tabla 18. Leilet AlQadr 19. Akher Leila (Last Night) |
| 2018 | Hateer Min Tany | 1. Dari Ya Alby 2. Sheekayyo 3. Wala Sohba Ahla 4. Bos Bos 5. Zahra 6. El Wad El Abeet 7. Dari Ya Alby (acoustic) 8. Madadd 9. Shuwayyet Habayeb |

### Album remix
| Anno | Titolo             | Lista tracce |
| ---- | ------------------ | --- |
| 2016 | Remix Hamza Namira | 1. Enas Enas (con Reminisce band) (4:56) (Marocco in berbero) 2. Ya Zareef Al Tool (with 47Soul) (5:05) (Palestina) 3. Wain Ayamak (con Hamid Alshaery) (2:44) (Libia) 4. Salma Ya Salama / Raggle Taggle Gypsy (con Wraggle Taggle Band) (4:23) (Egitto) 5. Jaljal Aleh Al Roman (4:47) (Iraq) 6. Mal Almagadir (con Nour Project) (4:29) (Egitto) 7. W Sari Sara El Leil / Wein a Ramallah (con Tarek an Nasser e Rem band) (5:46 / 1:20) GIordania / Palestina) 8. Ya Bahr El Toufan (con Valkania) (4:13) (Algeria) 9. Ya Oud Al Rouman (con Baraka band) (3:41) (Arabia Saudita) 10. Ya Nes Jaratli Gharaeeb (con Zap Tharwat, Omar Sammur e Ben Eaton) (5:51) (Tunisia) 11. Manich Mena (con AlQoura) (4:25) (Marocco / Algeria) 12. Yawman Toatebna (feat. Ramon Ruiz e Manuel de la Niña) (4:05) (Egitto) |

## Videografia
| Anno | Titolo                                  |
| ---- | --------------------------------------- |
| 2008 | - Ehlam Ma'aya                          |
| 2009 | - Asforeen                              |
| 2010 | - Ya Israeel - Ana El-Masri             |
| 2011 | - Insan - Hila Hila ya Matar - Mawaweel |
| 2013 | - El-Midan                              |
| 2014 | - Wa Ollak Eih                          |
| 2018 | - Dary ya Alby                          |
| 2019 | - Hekayet Tefl - A kid's story          |

## Controversie
- Nel novembre  del 2014, le canzoni di Namira sono state bandite dalla radio statale egiziana per "critiche alle autorità".[8]

## Attività filantropiche
- Namira ha partecipato a un tour di due giorni nel Regno Unito organizzato da Human Appeal International per raccogliere fondi per le attrezzature mediche e fornire formazione a più di 10.000 medici in Egitto.[9][10]
- Si è esibito a Vienna in  Austria, nell'ottobre 2014 in un evento organizzato da Humanic Relief.[11]